# Lott
Lott – miasto w Stanach Zjednoczonych, w stanie Teksas, w hrabstwie Falls.